# Katastrofa An-148 podczas lotu szkoleniowego w Woroneżu
Katastrofa An-148 podczas lotu szkoleniowego w Woroneżu – katastrofa lotnicza, która wydarzyła się 5 marca 2011 nieopodal miasta Woroneż w Rosji. W katastrofie samolotu An-148 należącego do fabryki Antonowa w Woroneżu zginęło 6 pilotów, czterech rosyjskich i dwóch z Mjanmy.

## Samolot
Samolot, który uległ katastrofie, to An-148 o numerach 61708. Samolot był nowy, miał zostać przekazany władzom Mjanmy. Do momentu katastrofy samolot wykonał zaledwie 31 startów.

## Katastrofa
Samolot rozbił się około 130 km od miasta Woroneż. Maszyna wykonywała lot szkoleniowy pilotów z Mjanmy. Maszyna zniknęła z radarów około godziny 8:00 czasu polskiego. Po kilkunastu sekundach samolot zderzył się z ziemią, po czym stanął w płomieniach. Śmierć poniosło sześcioro pilotów. Czterech Rosjan i dwóch Birmańczyków. Według zeznań naocznych świadków samolot zaczął rozpadać się już w powietrzu. Pierwsze kawałki rozpadającej się maszyny znaleziono 3 km od miejsca katastrofy.

## Obywatelstwo ofiar wypadku
| Państwo | Załoga |
| ------- | ------ |
| Rosja   | 4      |
| Mjanma  | 2      |
| Razem   | 6      |